# Col dala Pieres
Il Col dala Pieres (2.784 m s.l.m.) è una montagna del gruppo del Puez nelle Dolomiti, sul versante settentrionale della Val Gardena, collocato tra il Monte Stevia e il Piz Duleda.

## Salita alla vetta
La cima del Col dala Pieres si può raggiungere salendo al Monte Stevia e poi proseguendo lungo il sentiero 17 che sale in vetta oppure arrivando dalla Forcella de Sieles e prendendo sempre il sentiero 17 che procede verso sud e arriva prima alla vetta e poi alla croce.

## Galleria d'immagini

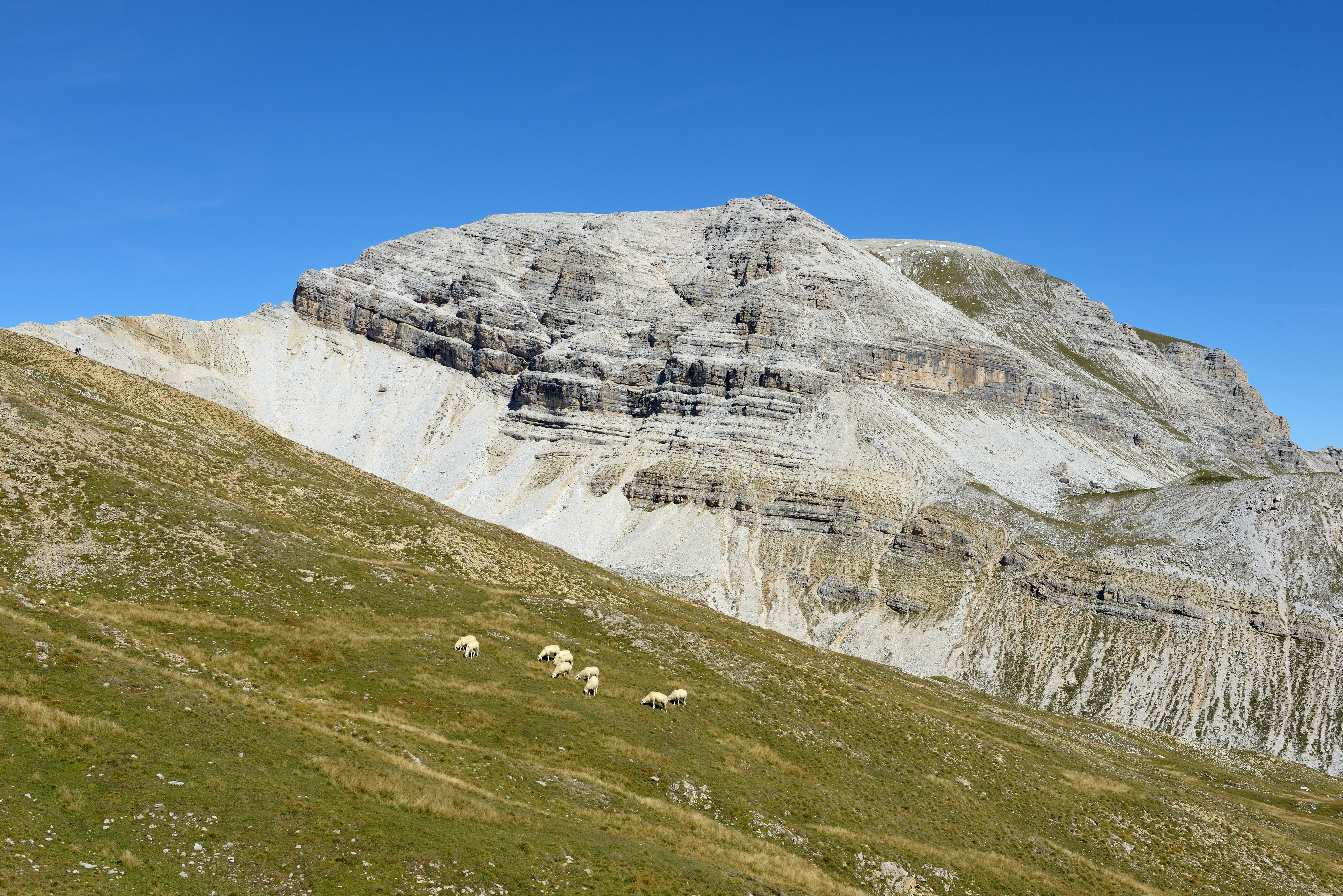
Il Col dala Pieres visto dal Monte Stevia
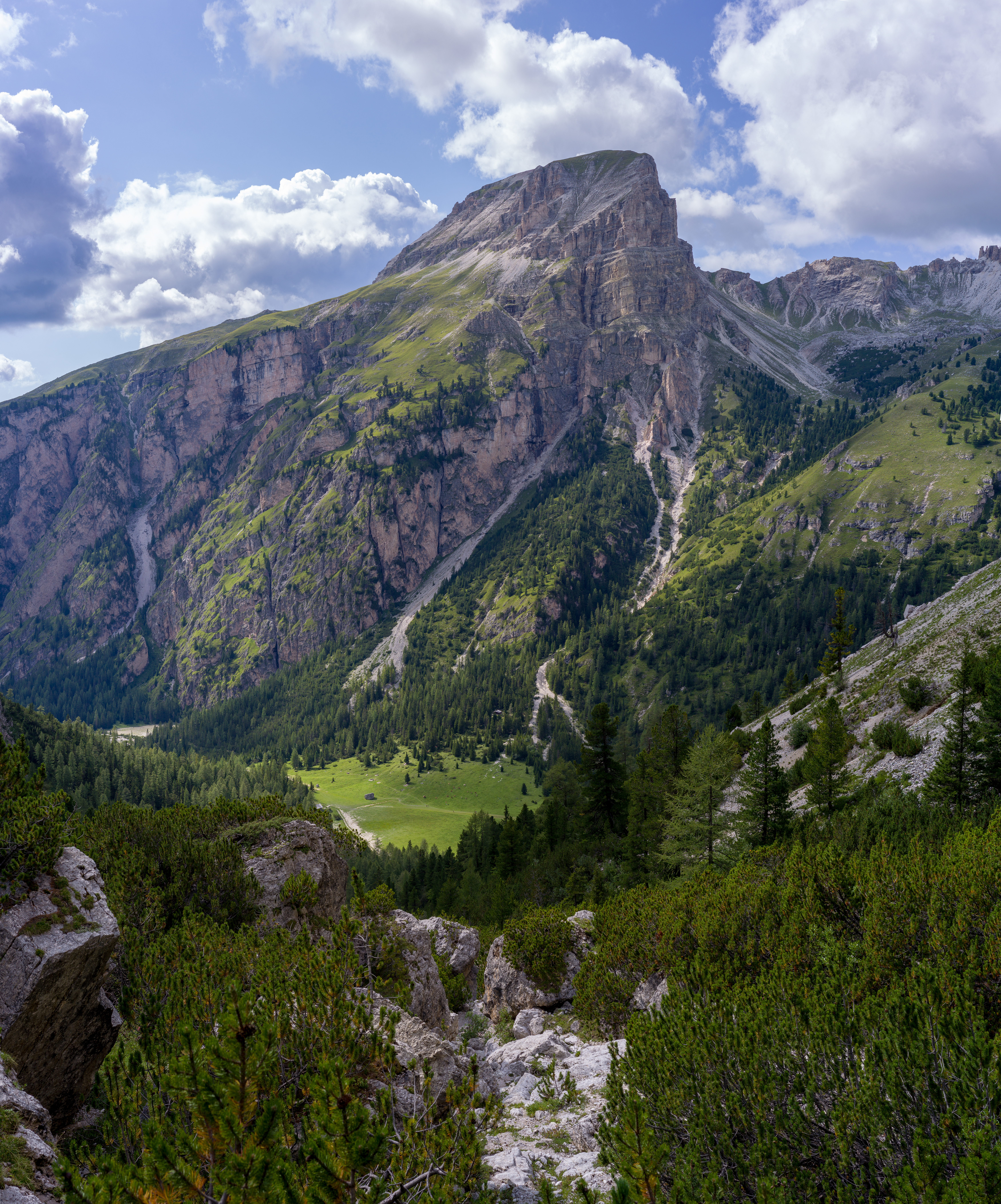
Il monte visto dalla Val Lietres
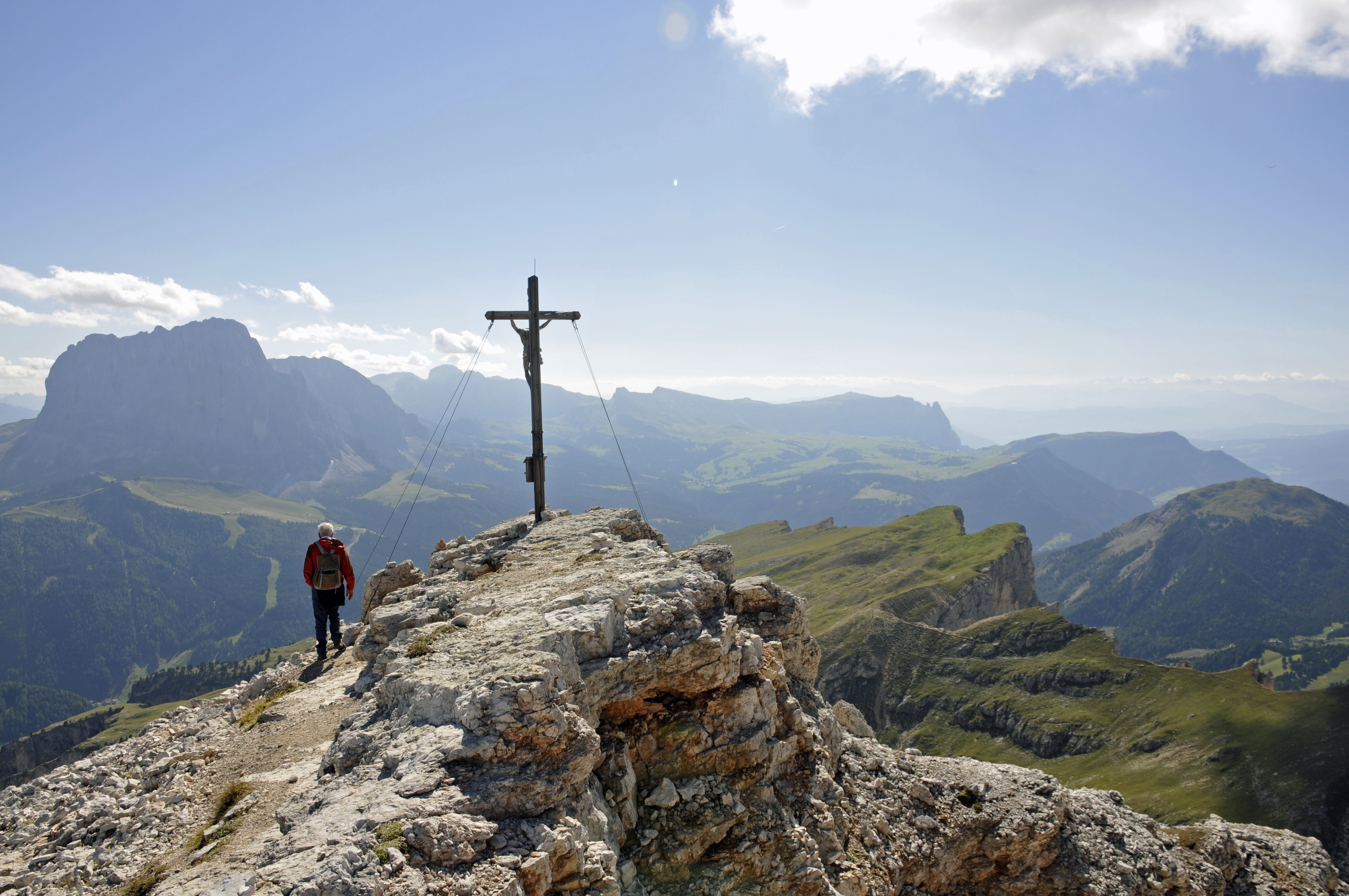
La croce di vetta del Col dala Pieres, che si trova poco sotto la cima
La cima vista dal lato della Vallunga
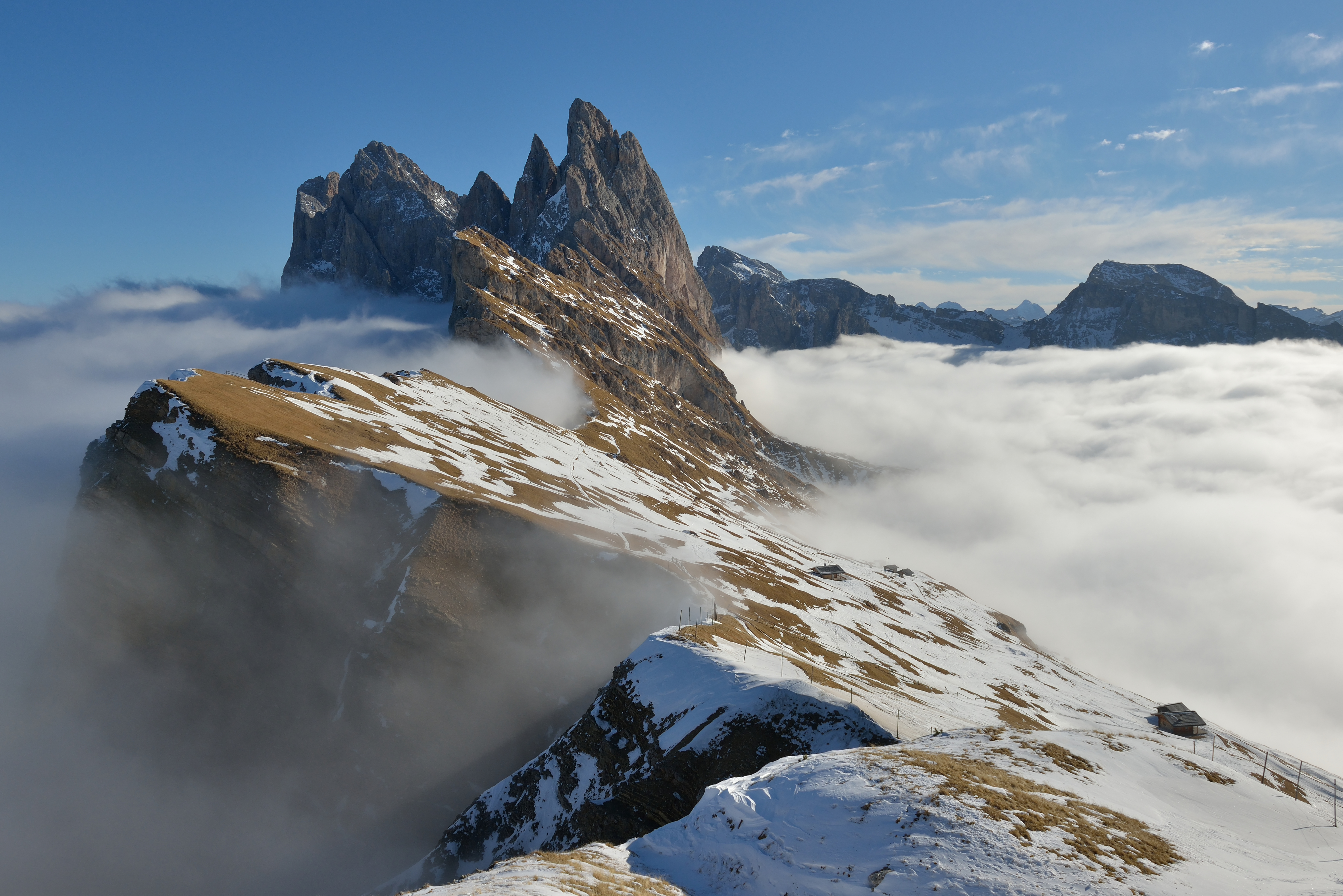
Il Col dala Pieres è l'ultima montagna a destra nella foto che ritrae le Odle viste dal Seceda